# Артедія
Артедія (Artedia squamata) — трав'яниста рослина, що росте в Ізраїлі, Лівані та на Кіпрі, єдиний представник свого роду.

## Походження назви
Рід названий на честь шведського натураліста Петера Артеді (1705—1735), друга Карла Ліннея. Артеді був зоологом, одним з основоположників іхтіології, але також займався і ботанікою, в першу чергу рослинами родини Зонтичних. Видовий епітет, squamata (від лат. squama «луска»), пояснюється наявністю лусок на плодах.

## Морфологічна характеристика
Артедія — прямостояча трав'яниста рослина заввишки до 60 сантиметрів, що трапляється уздовж доріг, на луках, покинутих полях. Листки двічі і тричірозсічені, дуже вузькі, завдовжки до 1 сантиметра. Квітки зібрані в складні зонтики завширшки до 10 сантиметрів, кожен з яких складається з простих зонтиків. Віночки білі, зовнішні пелюстки краєвих квіток у декілька разів збільшені. Центральні квітки — тичинкові. Цвітіння відбувається в березні-травні. Запилення здійснюється за допомогою комах. Для залучення запилювачів в центрі суцвіття знаходиться чорно-фіолетове утворення у формі невеликої кульки, що являє собою недорозвинені зонтики. На тлі білих пелюсток воно добре помітне і здалеку здається жуком або мухою, що привертає інших жуків та мух. Плоди вкриті дрібними лусками.